# Nemomydas bequaerti
Nemomydas bequaerti är en tvåvingeart som först beskrevs av Johnson 1926.  Nemomydas bequaerti ingår i släktet Nemomydas och familjen Mydidae. Inga underarter finns listade i Catalogue of Life.